# سیارک ۱۱۳۷۶
سیارک ۱۱۳۷۶ (به انگلیسی: 11376 Taizomuta، نامگذاری:1998SY5) یازده هزار و سیصد و هفتاد و ششمین سیارک کشف شده‌است که در ۲۰ سپتامبر ۱۹۹۸ کشف شد.
قدر مطلق سیارک برابر ۱۴.۸ است.